# Langues yumanes
Les langues yumanes forment une famille de langues amérindiennes parlées dans les États du Sud-Ouest des États-Unis et au Mexique, en Basse-Californie.

Les langues yumanes sont incluses dans l'hypothèse des langues hokanes, due à Edward Sapir.

## Classification des langues yumanes
- Langues yumanes du Nord
  - Walapai (hualapai)
  - Havasupai
  - Yavapai
  - Paipai
- Langues yumanes centrales
  - Mojave (mohave)
  - Maricopa
  - Yuma
- Langues Delta-Californie
  - Cocopa
  - Diegueño
    - Diegueño du Nord ou 'iipay aa
    - Diegueño du centre ou k'miai (en), kumeyaay (en)
    - Diegueño du Sud ou tipai
- Kiliwa
- Cochimí (en) (éteint)